# Waldorfkindergarten
Waldorfkindergärten sind Einrichtungen der anthroposophischen Erziehung für Vorschulkinder. Sie sind teilweise an Waldorfschulen angegliedert, häufiger jedoch eigenständige Einrichtungen. So gibt es in Deutschland 564 Waldorfkindergärten. Weltweit existieren 1817 Waldorfkindergärten in 67 Ländern (davon 38 in Österreich und 51 in der Schweiz).(Stand: April 2018).

## Geschichte
Der erste Waldorfkindergarten wurde 1920 in einem Raum der ersten Waldorfschule in Stuttgart errichtet, der von 33 Kindern besucht wurde. Die bescheidene Einrichtung existierte nur für kurze Zeit, da der Raum  von der expandierenden Schule benötigt wurde. Ostern 1926 konnte auf Betreiben von Elisabeth von Grunelius und Herbert Hahn für die Kinder der Mitarbeiter der Waldorf-Astoria-Zigarettenfabrik ein Kindergarten auf dem Areal der Stuttgarter Waldorfschule  eröffnen. Bald folgten weitere Kindergärten u. a. in Brelau, Dresden und Hannover. Die Nationalsozialisten verboten die anthroposophischen Vorschuleinrichtungen, wenn auch regional in unterschiedlichen Zeitabschnitten. So wurde erst 1941 der in Dresden ansässige Waldorfkindergarten als letzter verboten. Nach 1945 entwickelte sich der Waldorfkindergarten in der BRD rasch fort, während in der DDR keine anthroposophisch orientierte Vorschuleinrichtungen erwünscht waren. In der BRD  sowie nach der Wiedervereinigung der beiden deutschen Staaten hatte sich insbesondere Helmut von Kügelgen für die Verbreitung des Waldorfkindergartens eingesetzt.

## Pädagogisches Konzept
Das pädagogische Konzept in Waldorfkindergärten ist weniger festgelegt als bei den Waldorfschulen und wird durch die jeweiligen Erzieher geprägt. Kernelemente sind feste Rhythmen im Tagesablauf, im Wochenablauf und ein starker Bezug zu den Jahreszeiten. Wichtigster Ansatz der Waldorf-Pädagogik ist die Nachahmung. Diese Fähigkeit des Kindes „richtet sich nicht nur auf Dinge und Ereignisse der äußeren Welt. Kinder nehmen die Atmosphäre, die innere Haltung und Gesinnung der Erwachsenen wahr und ahmen auch sie nach.“ Den Kindern wird durch Tun und Schaffen der Erzieherinnen ein Vorbild gegeben. Das Spielzeug ist oft ungegenständlich und besteht aus Naturmaterialien wie Holz, Wolle, Filz, Tüchern, Körben mit Nusskernen und Ähnlichem. Häufig ist die Eurythmie Teil des Tages- oder Wochenablaufs.

„Zu den Kräften, welche bildsam auf die physischen Organe wirken, gehört die Freude an und mit der Umgebung. Heitere Mienen der Erzieher und vor allem redliche, keine erzwungene Liebe. Solche Liebe, welche die physische Umgebung warm durchströmt, brütet im wahren Sinne des Wortes die Formen physischer Organe aus. Wenn die Nachahmung gesunder Vorbilder in solcher Atmosphäre der Liebe möglich ist, dann ist das Kind im richtigen Element.“

## Trägerschaft
Träger der Waldorfkindergärten sind meist gemeinnützige eingetragene Vereine, die vorwiegend aus den Eltern bestehen (Elterninitiative). Die Kindergärten werden von den Kommunen mit Geld- und Sachleistungen bezuschusst. Teilweise sind die Beiträge der Eltern höher als bei städtischen und kirchlichen Einrichtungen. Daneben beteiligen sich viele Eltern an der Gestaltung und Pflege des Kindergartens und werden stark eingebunden. Die Einbindung erfolgt in Belangen wie baulichen Maßnahmen oder Finanzierungsplänen, nicht jedoch im pädagogischen Kontext.